# Else Jerusalem
Else Jerusalem, alla nascita Elsa Kotányi, nel 1911 assunse il cognome Widakowich, (Vienna, 23 novembre 1876 – Buenos Aires, 20 gennaio 1943), è stata una scrittrice austriaca.
Fu una delle protagoniste del movimento femminista dei primi del novecento.

## Biografia

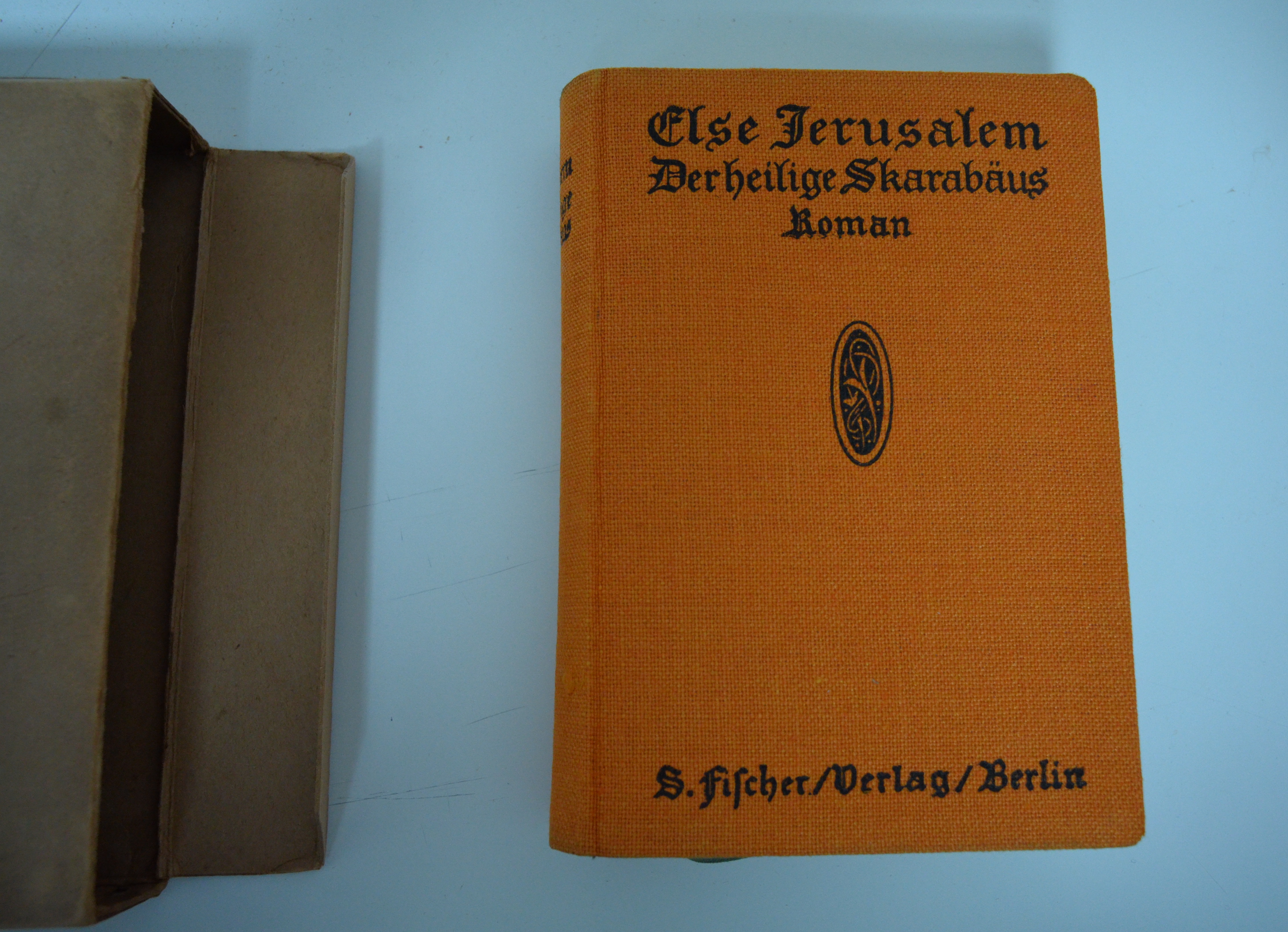
Prima edizione "Der heilige Skarabäus" (Lo scarabeo sacro) edito da S. Fischer nel 1909

Elsa Kotányi nacque da una famiglia agiata di religione ebraica. Studiò quattro anni presso l'università di Vienna e divenne famoso per i suoi scritti, considerati trasgressivi per l'epoca, sul tema della prostituzione (la raccolta di novelle Venus am Kreuz, Venere sulla Croce, e Komödie der Sinne, Commedia dei sensi) e l'educazione sessuale (Gebt uns die Wahrheit, Dateci la verità 1902). Nel 1901 sposò, nella sinagoga di Vienna, Alfred Jerusalem. Frequentò gli ambienti della „Jungen Wien“, dove conobbe Hermann Bahr, Jakob Wassermann, Felix Salten ed, in seguito, anche Arthur Schnitzler. La sua opera principale, il romanzo Der heilige Skarabäus (Lo scarabeo sacro, edito nel 1909, dalla S. Fischer Verlag) destò molto scalpore come "romanzo proibito", avendo 22 ristampe fino 1911 per essere poi censurato nel 1933 dalla Gestapo.
Fece la conoscenza di Viktor Widakowich (nato l'8 aprile 1880 a Vienna), un professore universitario di embriologia, che aveva ricevuto una cattedra a Buenos Aires. Insieme, decisero di divorziare dai rispettivi coniugi. Dopo il divorzio da Alfred Jerusalem, il 1 ° gennaio 1911, furono in grado di sposarsi quello stesso mese, mentre la prima moglie di Widakowich, Antonie, si suicidò nel febbraio. 
La coppia emigrò in Argentina nel 1911 e si stabilì a Buenos Aires, dove, oltre a scrivere per i giornali e gli editori sudamericani, condussero anche studi etnologici. Else iniziò a firmarsi come Else Widakowich.
Nel 1928, sulla base del romanzo Der heilige Skarabäus fu realizzato un film Die Rothausgasse (il vicolo della casa rossa, distribuito negli stati uniti come The green alley) diretto da Richard Oswald con Grete Mosheim, Gustav Fröhlich e Marija Leiko. Prodotto dalla sussidiaria tedesca della Universal Pictures.
Riuscì a pubblicare il suo ultimo libro nel 1939 – i suoi lavori erano stati inseriti nel 1938 nella "Liste des schädlichen und unerwünschten Schrifttums"(lista delle opere letterarie dannose ed indesiderate) pubblicata dal Ministero del Reich per l'istruzione pubblica e la propaganda – con l'editore svizzero Emil Oprecht: „Die Dreieinigkeit der menschlichen Grundkräfte“ (la Trinità delle forze umane). Suo figlio, Fritz Jerusalem prese il nome di Fritz Jensen. Else morì il 20 gennaio 1943 a Buenos Aires per un aneurisma cerebrale.
Una nuova edizione del suo romanzo Der heilige Skarabäus è stato pubblicata nel 2016 a Vienna. La germanista Brigitte Spreitzer ha curato la pubblicazione ed l'ampia introduzione sulla vita di Else Jerusalem.

## Opere
- Venus am Kreuz (Venere in croce) tre novelle. Meyer, Lipsia 1899.
- Gebt uns die Wahrheit! Ein Beitrag zu unsrer Erziehung zur Ehe (dacci la verità! Un contributo alla nostra educazione al matrimonio. Seemann, Berlin/Leipzig 1902.
- Der heilige Skarabäus. (lo scarabeo sacro) edito da S. Fischer, Berlino 1909 (20 edizioni).
  - nuova edizione, abbreviata, con una postfazione di Marie-Elisabeth Lüders. Berlino, edito da Amsel nel 1954.
  - nuova edizione con una postfazione di Brigitte Spreitzer, editore DVB Verlag, Vienna 2016, ISBN 978-3-9504158-3-4.[6]
  - edizione in lingua inglese The red house tradotta da R. I. Marchant, editore The Macaulay company, New York, 1932.[7]
  - edizione in lingua inglese: The red house. Laurie editore, Londra 1932.
- Steinigung in Sakya. Ein Schauspiel in 3 Akten (lapidaziona a Sakya. Una rappresentazione in tre atti) Reiss, Berlino 1928.
- Die Dreieinigkeit der menschlichen Grundkräfte (la Trinità delle forze umane) editore Die Gestaltung, Zürich [1939].
- Liberazione e altre prose inedite traduzione di Claudia Ciardi, Edizioni Via del Vento, Pistoia, 2017.[8]